# Verthemex
Verthemex is een gemeente in het Franse departement Savoie (regio Auvergne-Rhône-Alpes) en telt 141 inwoners (1999). De plaats maakt deel uit van het arrondissement Chambéry.

## Geografie
De oppervlakte van Verthemex bedraagt 9,1 km², de bevolkingsdichtheid is 15,5 inwoners per km².
De onderstaande kaart toont de ligging van Verthemex met de belangrijkste infrastructuur en aangrenzende gemeenten.

## Demografie
Onderstaande figuur toont het verloop van het inwonertal (bron: INSEE-tellingen).